# آب‌چکان جاوه‌ای
آب‌چکان جاوه‌ای (نام علمی: Oenanthe javanica) نام یک گونه از سرده آب‌چکان است.